# Bürglen (Uri)
Bürglen es una comuna suiza del cantón de Uri, situada al noreste del mismo, en su frontera con el cantón de Schwyz. Limita al norte con las comunas de Flüelen y Sisikon, al noreste con Riemenstalden (SZ) y Muotathal (SZ), al este con Unterschächen y Spiringen, al sur con Schattdorf, y al oeste con Attinghausen y Altdorf.
La comuna es el supuesto lugar de nacimiento del héroe nacional de Suiza Guillermo Tell.

## Economía
Con solo 4.000 habitantes y unas 160 empresas, Bürglen es la comuna que más empleos da en el cantón. 

## Símbolos
La bandera y escudo comunales muestran cuatro torres, las cuales fueron construidas en el siglo XII y que aún existen. La torre de Meier se encuentra todavía en su estado original, en la segunda se encuentra el museo de Guillermo Tell desde 1966, y las dos otras forman parte del hotel Guillermo Tell.